# تپه سامره
تپه سامره مربوط به مس وسنگ - سده‌های میانه دوران‌های تاریخی پس از اسلام است و در شهرستان کرمانشاه، بخش ماهیدشت، دهستان ماهیدشت، ۱/۵ کیلومتری شمال غرب روستای سامرهٔ علیا واقع شده و این اثر در تاریخ ۷ اسفند ۱۳۸۶ با شمارهٔ ثبت ۲۱۷۴۷ به‌عنوان یکی از آثار ملی ایران به ثبت رسیده است.